# Chiesa di San Giacomo (North Newnton)
La chiesa di San Giacomo (in inglese St James's Church) è la parrocchiale anglicana che si trova a North Newnton, villaggio principale nella omonima parrocchia civile della contea del Wiltshire nel Sud Ovest dell'Inghilterra, Regno Unito. Il luogo di culto risale al  XII secolo, rientra nella diocesi di Salisbury ed è considerato monumento classificato di seconda categoria per il suo particolare interesse storico e architettonico.

## Storia

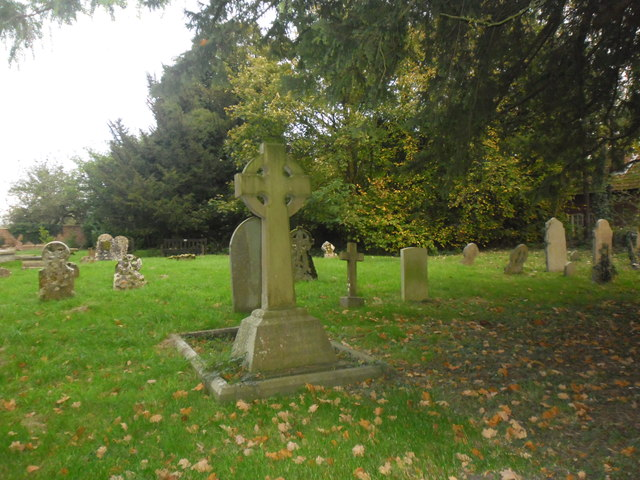
Cimitero della comunità accanto alla chiesa

La prima chiesa in questo sito fu costruita nel 963, e questo la rende una delle più antiche chiese d'Inghilterra. La storia dell'edificio che ci è pervenuto inizia nel XIII secolo con l'erezione della navata e del presbiterio. La torre campanaria risale al XV secolo. C'erano due campane delle quali ne è rimasta una sola originale, l'altra è stata rifusa nel 1606. Altre due sono state aggiunte nel 1616. La chiesa è stata restaurata negli anni cinquanta del XX secolo. L'organo a canne è stato aggiunto nel 1977 per celebrare il giubileo d'argento di Elisabetta II del Regno Unito.

## Descrizione
L'English Heritage ha inserito dal 27 maggio 1964 la chiesa di San Giacomo a North Newnton tra gli edifici storici come monumento classificato di seconda categoria col numero 1365549.
La chiesa appartiene alla diocesi di Salisbury.

### Esterni
La chiesa parrocchiale anglicana di San Giacomo si trova nella parte orientale dell'abitato del villaggio di North Newnton nel Sud Ovest dell'Inghilterra, Regno Unito. La torre è stata edificata in pietra calcarea e in selce a ovest della navata. Si alza su tre piani con contrafforti angolari con una scala nell'angolo sud-est. Le aperture per le campane sono finestre a bifora. Le travi del pavimento del piano della campana e del tetto sono incassate nei muri. Le coperture dei tetti sono a falda in pietra.

### Interni
La navata e il presbiterio sono stati in gran parte ricostruiti nel 1862 circa. La navata ha finestre a trifora sul lato nord-ovest e una finestra a bifora a sud. Il soffitto in legno a tre campate, suddivise da ulteriori capriate a travi di collegamento. L'arco del presbiterio è del XIX secolo. Il presbiterio ha una volta a botte in legno. Il fonte battesimale posto sotto la torre risale al XV secolo. Ha forma di ottagono con pannelli quadrilobati. Il pulpito del XIX secolo è in pietra con gradini che lo collegano al presbiterio. Nella sala si conservano alcuni monumenti funerari.